# 小鹏G9
小鹏G9是小鹏汽车推出的电动五座运动型多用途车，于2022年9月在中国大陆上市。

## 历史

### 2022款
2021年6月，小鹏汽车在港股上市招股书中，首次对外透露将在年内推出其第四款车型，为中大型SUV。在同年11月举办的广州车展中，命名为G9的新车型首次亮相。G9原定于2022年4月北京车展期间正式发布并上市，但受2019冠状病毒病疫情等因素影响而延期。
2022年8月，小鹏首次公布G9的内饰，并开始接受预订。同年9月21日，G9正式在中国大陆上市，并计划于同年10月底交付。但发布后，小鹏被批评当日公布的车型配置清单过于复杂，且前期主打宣传的特色功能大多为选配；故小鹏于23日下午公布了调整后的车型配置，整体价格亦降低了约2万人民币。
2023年2月，小鹏汽车在丹麦、荷兰、挪威和瑞典四个欧洲国家发布G9欧洲版，计划于年末开启交付。同年9月，小鹏汽车向以色列发运首批G9。

### 2024款
由于旧款G9的市场表现不尽人意，小鹏汽车在2023年9月19日发布了2024款G9。相比旧款，2024款G9将大量低感知的配置取消或转为选配，同时增加了前排座椅通风、手机风冷无线充电等配置，最终实现整体价格降低约4万人民币。

## 特点
G9为首款支持800V高压充电的中国品牌电动车，配合小鹏早前发布的480kW充电桩，小鹏号称其可“充电5分钟，续航200公里”。G9配备了小鹏自研的XPILOT 4.0高级辅助驾驶系统；高配车型支持自研的XNGP辅助驾驶系统，配有双激光雷达，可实现城市智能导航辅助驾驶和增强的高速智能导航辅助驾驶。G9四驱版还为首款搭载双腔空气悬架的国产车型。
此外，小鹏汽車表示，G9在开发初便面向国内和海外市场，故该车按照中国大陆和欧盟的整车认证标准开发；其亦符合欧盟的环保要求，超过85%的車輛部件可重复使用，95%的車輛部件可回收。

## 销量
尽管G9在发布时被小鹏汽车寄予厚望，号称要在销量上超过奥迪Q5，上市初期的订单量亦曾达到4万，但因产品定位及营销宣传等方面的失败，导致其实际交付量并不如人意：2022年12月迎来4,020辆的交付量巅峰后，1月跌至2,249辆，2-5月更是维持月均约一千辆的水平未有波动。
G6上市后，曾一度带动G9销量小幅上升。2024款G9发布后，因价格大幅降低、配置表简化，市场表现不俗，发布次月销量达4,593台。而G9出口版上市后，亦受到欢迎，更被挪威媒体投票选为年度车型。